# CFSMC (ترکیب قالب‌گیری ورق فیبر کربن)
CFSMC یا ترکیب قالب‌گیری ورق فیبر کربن (به عنوان CSMC یا CF-SMC نیز شناخته می‌شود)، یک ماده کامپوزیتی پلیمری تقویت‌شده با فیبر کربن آماده برای قالب‍گیری است که در قالب‌گیری فشاری استفاده می‌شود. در حالی که SMC (ترکیب قالب‌گیری ورق) سنتی از الیاف شیشه خرد شده در رزین پلیمری استفاده می‌کند، CFSMC از الیاف کربن خرد شده استفاده می‌کند. در مقایسه با SMC شیشه ای استاندارد، در CFSMC طول و توزیع الیاف کربن منظم‌تر، همگن و ثابت‌تر است. CFSMC سختی بسیار بالاتر و معمولاً استحکام بالاتری نسبت به SMC استاندارد ارائه می‌دهد، اما هزینه آن بیشتر است.

## تولید

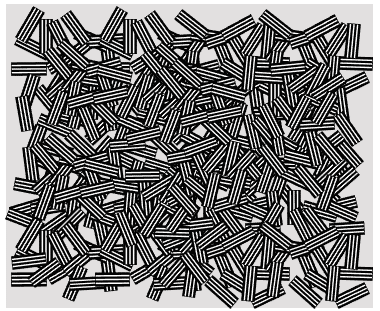
طرح ریزساختار زنجیری CF-SMC.

CF-SMC از تکه‌های زنجیر کربنی تشکیل شده است که بین دو لایه رزین ترموست سخت نشده پخش شده است. زنجیرهای فیبر کربن از نوار UD پیش‌آغشته بریده شده‌اند. نوار اولیه می‌تواند از تعداد معینی الیاف (رشته) ساخته شود، بنابراین بر خواص کامپوزیت نهایی تأثیرگذار است: مقادیر می‌توانند از ۳ تا ۵۰ هزار رشته متفاوت باشند، در حالی که طول زنجیر معمولی بین ۱۰ تا ۵۰ میلی‌متر است. در مورد رزین، از رزین‌های ترموست استفاده می‌شود: گزینه‌های ممکن پلی استر، وینیل استر یا اپوکسی است که اولی ارزان‌ترین و دومی کارآمدترین است. وینیل استر با اینکه به اندازه اپوکسی قوی و سفت نیست، اغلب به دلیل خواصی مانند خوردگی و مقاومت در برابر دمای بالاتر استفاده می‌شود. اجزای تشکیل دهنده در ورقه‌های مواد پیش آغشته ترکیب می‌شوند. زنجیرها معمولاً از کاتر روی یکی از دو لایه رزین می‌افتند و سپس توسط لایه دوم پوشانده می‌شوند. ورق‌های پیش آغشته SMC پس از فشرده شدن مجموعه ویسکوز توسط غلتک ساخته می‌شوند. در این مرحله به‌طور کلی هرگونه کنترل بر جهت‌گیری الیاف غیرممکن است و می‌توان الیاف را دارای جهت‌گیری همسان در تمامی جهات در نظر گرفت.
زمانی که ورق‌های پیش آغشته ساخته شدند، می‌توان مواد را قالب‌گیری فشاری کرد و به شکل مطلوب نهایی درآورد. قالب‌گیری فشاری یک تکنیک تولیدی است که به یک قالب دو قسمتی نیاز دارد: قالب اول میزبان مواد قالب‌گیری (بار) است، در حالی که قالب دوم روی یک پرس نصب می‌شود تا حفره را در حین اعمال فشار بالا بسته نگه دارد. به دلیل هندسه پیچیده، ممکن است نیاز باشد ورق‌ها برش داده شوند تا راحت‌تر در قالب پایینی قرار بگیرند. سپس، در زمان بسته شدن حفره قالب بالایی، مواد در سرتاسر قالب فشار داده می‌شود تا قالب بسته شود. حفظ فشار همراه با درجه حرارت بالا باعث می‌شود تا عمل آوری رزین و تخلخل کم امکان‌پذیر شود. این مرحله تأثیر مهمی بر عملکرد مکانیکی محصول نهایی دارد، زیرا جریان ویسکوز به داخل حفره قالب تمایل دارد تا الیاف در امتداد جریان جهت‌گیری کنند. در نتیجه، با کنترل مقدار و جهت جریان می‌توان جهت‌گیری الیاف را تحت تأثیر قرار داد، با داشتن یک ماده شبه همسانگرد (قالب‌گیری با جریان کم) یا عملکرد بهتر در جهت دلخواه (قالب‌گیری با جریان بالا).
در طی فاز ساخت، مهم است که در صورت امکان از عیوب و نقص‌هایی مانند خطوط جوش پرهیز شود. خطوط جوش هنگامی ایجاد می‌شوند که دو جبهه جریان مواد در حین پر کردن یک حفره قالب به هم می‌رسند. این مسئله گاهی می‌تواند باعث گیر افتادن هوا، مهار اتصال عرضی در زمینه پلیمری، جمع شدن یا عدم وجود الیاف شود. به این دلایل، خطوط جوش می‌توانند به همان اندازه ضعیف یا ضعیف‌تر از رزین پلیمری تمیز باشند.

## خواص مواد

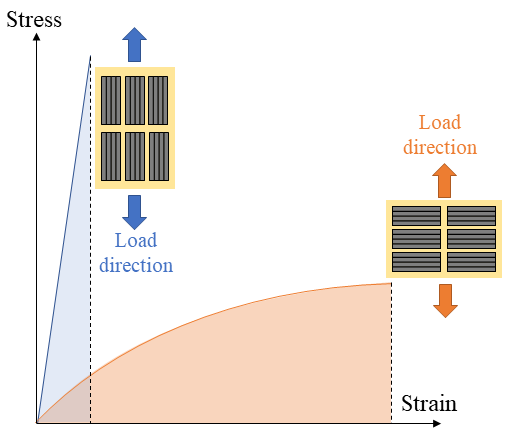
رفتار متفاوت، از نظر منحنی تنش کرنش CF-SMC با توجه به جهت زنجیرها. در تصویر دو حالت افراطی (غیر واقعی) زنجیرها که کاملاً موازی یا عمود بر جهت بار هستند، نشان داده شده است.

با توجه به ساختار ناهمگن و ناهمسانگرد CF-SMC، خواص مکانیکی آن می‌تواند به‌طور قابل توجهی در محدوده‌های وسیع متفاوت باشد. پارامترهایی که تأثیر مهمی بر عملکرد این مواد دارند، عمدتاً به خواص مکانیکی و هندسی الیاف و جهت‌گیری و محتوای آرماتور مربوط می‌شود. مدول می‌تواند از کمتر از ۲۰ گیگا پاسکال تا ۶۰ گیگا پاسکال متغیر باشد، در حالی که مقادیر مقاومت در محدوده ۶۰ تا ۵۰۰ مگاپاسکال است.
CF-SMC همچنین می‌تواند به روشی مشابه با کامپوزیت‌های الیاف پیوسته تا حدودی مهندسی شود که عملکرد بهتری در جهتی خاص داشته باشد. بدین منظور می‌توان با کنترل دقیق مرحله قالب‌گیری فشاری باعث اثرگذاری بر جهت‌گیری فیبر شد. زمانی که الیاف عمدتاً با جهت بارگذاری همسو می‌شوند، رفتار مواد قالباً تحت کنترل الیاف است، در نتیجه منجر به پاسخ قوی‌تر و سفت‌تر و در عین حال شکننده‌تر می‌شود. در حالت مخالف، اگر الیاف تمایل داشته باشند که عمود بر جهت بارگذاری قرار بگیرند، رزین سهم بیشتری در تحمل بار دارد و کامپوزیت کلی سفتی و استحکام کمتر و انعطاف‌پذیری بیشتری خواهد داشت. با این حال، با توجه به پدیده حمل و نقل هیدرودینامیکی، کنترل جهت‌گیری فیبر در CF-SMC بسیار محدودتر از مورد کامپوزیت‌های پیوسته است، جایی که جهت‌گیری اغلب به‌طور مستقیم توسط سازنده معین می‌گردد. علاوه بر این، در حالی که کامپوزیت‌های الیاف پیوسته دارای جهت‌گیری مشخصی هستند، پلاستیک‌های تقویت شده با الیاف کوتاه می‌توانند جهت‌گیری دلخواه داشته باشند، به این معنی که با در نظر گرفتن یک سیستم عمومی از محور، اکثریت الیاف می‌توانند یک جزء بالاتر در امتداد یک جهت و یک جزء پایین‌تر در امتداد دو محور دیگر داشته باشند.

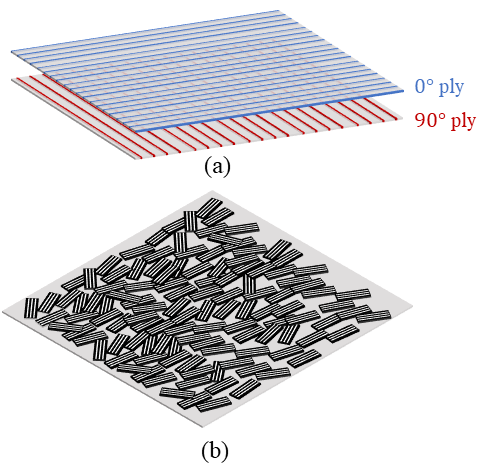
مقایسه جهت‌گیری دقیق الیاف در ورقه‌ای از لایه‌های UD (a) و جهت‌گیری دلخواه قابل دستیابی با CF-SMC (b).

ریزساختار زنجیره‌ای ناپیوسته این مواد حتی از کامپوزیت‌های استاندارد ناهمگن‌تر است: انتهای فیبر خود به عنوان نواحی تمرکز تنش برای رزین و زنجیرهای مجاور عمل می‌کند. علاوه بر این، جلوگیری از برخی نقاط موضعی با زنجیرهای بد تراز (مثلا عمود بر جهت تنش محوری) یا با محتوای حجم فیبر کم، مانند جیب‌های رزین، به ویژه برای قطعات با شکل پیچیده، اجتناب ناپذیر است. اگرچه این ویژگی مواد را ضعیف‌تر و طراحی ساختاری را پیچیده‌تر می‌کند، اما باعث می‌شود این مواد کاملاً حساس نباشند.
هنگامی که CFSMC قالب‌گیری شد، ظاهر بسیار متفاوتی نسبت به کامپوزیت‌های پارچه فیبر کربنی سنتی دارد که به‌طور سنتی با الگوی شطرنجی بافته شده ظاهر می‌شوند. CFSMC ظاهری مانند سنگ مرمر سیاه و خاکستری یا گره چوب دارد.

## مصرف صنعتی
CF SMC خواص سبک‌وزنی کامپوزیت‌های کربن را با یک فرایند تولید به عنوان قالب‌گیری فشرده ترکیب می‌کند که امکان تولید سریع را فراهم می‌آورد، بنابراین برای کاربردهای صنعتی با حجم بالا مناسب است. به همین دلایل، صنعت خودرو یکی از بهترین نامزدهای این فناوری است.
سازندگان خودرو بیش از ۳۰ سال است که از شیشه استاندارد SMC به عنوان ماده ای برای پنل‌های بدنه در خودروهای اسپرت انتخابی مانند شورولت کوروت استفاده می‌کنند. جایگزینی الیاف شیشه با کربن یک توسعه جدید است که برای اجزای ساختاری قابل توجهی از Dodge Viper 2003، تا به چرخ یدکی چند منظوره مرسدس-AMG E-Class, مرسدس بنز SLR مک لارن، لکسوس LFA 2009، لامبورگینی هوراکان ۲۰۱۵، بی‌ام‌و سری 7 2017 و شاسی بلند مک‌لارن ۲۰۱۷ استفاده شده است. لامبورگینی (به همراه شرکت Golf Callaway) یک نسخه پیشرفته از CF-SMC به نام کامپوزیت آهنگری را به ثبت رسانده‌اند. آنها اولین بار آن را در خودروی مفهومی Sesto Elemento معرفی کردند و از آن زمان، کامپوزیت آهنگری یک نماد متمایز برای خودروهای لامبورگینی بوده است که هم در اهداف ساختاری و هم از نظر زیبایی‌شناسی استفاده می‌شود. استفاده از CF-SMC اخیراً در بخش خودروهای غیر قدرتی مانند تویوتا پریوس PHV 2017 نیز گسترش یافته است.
CF-SMC همچنین در صنعت هوانوردی توسط بوئینگ برای قاب پنجره 787 Dreamliner استفاده شده است، در حالی که تولیدکنندگان اشاره می‌کنند که استفاده از این مواد در این بخش نیز رشد خواهد کرد.